# Long Ying
Long Ying (chinesisch 龍瑩, * 23. Mai 1985) ist eine Badmintonspielerin aus Macau. 

## Karriere
Long Ying nahm sowohl 2002 als auch 2010 an den Asienspielen teil. 2002 wurde sie bei ihren beiden Starts im Doppel und im Einzel jeweils Neunte, 2010 bei allen drei Starts jeweils 17. 2012 stand sie im Nationalteam ihres Landes bei der Uber-Cup-Qualifikationsrunde in Asien.